# Svartvit honungsfågel
För fågelarten Certhionyx variegatus, se vitvingad honungsfågel.
Svartvit honungsfågel (Sugomel nigrum) är en fågel i familjen honungsfåglar inom ordningen tättingar.

## Utseende och läte
Svartvit honungsfågel är en mycket liten medlem av familjen med en tunn och nedåtböjd näbb. Hanen är helt svart på ovansida och huvud ner till bröstets mitt, medan resten av undersidan är vitaktig. Honan är gråbrun ovan med mörka fläckar på den ljusa undersidan. Lätet består av en utdragen och ljus vissling som upprepas långsamt.

## Utbredning och systematik
Fågeln förekommer i torra centrala Australien samt utmed kusten i centrala Western Australia. Den behandlas som monotypisk, det vill säga att den inte delas in i några underarter.

## Levnadssätt
Svartvit honungsfågel förekommer nomadiskt i torra områden. Den dras ofta till bestånd av blommande Eremophila-buskar.

## Status och hot
Arten har ett stort utbredningsområde, men tros minska i antal, dock inte tillräckligt kraftigt för att den ska betraktas som hotad. Internationella naturvårdsunionen IUCN listar arten som livskraftig (LC).